# デヴォンポート子爵
デヴォンポート子爵（英: Viscount Devonport）は、イギリスの子爵、貴族。連合王国貴族爵位。1917年の叙爵以来、キアリー家が保持する。

## 歴史

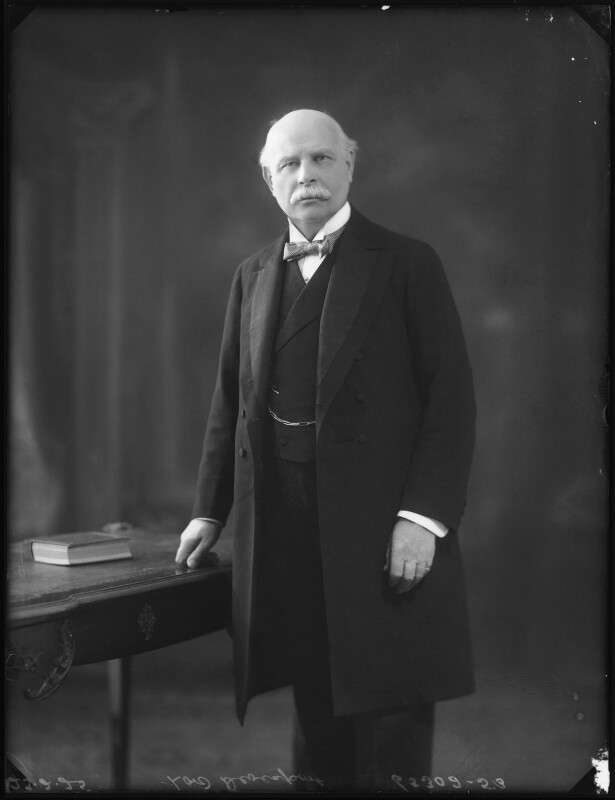
初代子爵ハドソン・キアリー

枢密顧問官を務めた自由党の政治家ハドソン・キアリー(1856–1934)は庶民院議員在籍中の1908年に連合王国準男爵位の(バッキンガム州ウィッティントンの)準男爵(Baronet, of Wittington, in the County of Buckingham)に叙された。彼はついで1910年にバッキンガム州ウィッティントンのデヴォンポート男爵(Baron Devonport, of Wittington in the County of Buckingham)に陛爵したのち、食糧相を辞したのちの1917年にはバッキンガム州ウィッティントンのデヴォンポート子爵(Viscount Devonport, of Wittington in the County of Buckingham)に昇叙している。なお、両爵位ともに連合王国貴族爵位である。
初代子爵の孫にあたる3代子爵テレンス(1944-)が2020年現在、デヴォンポート子爵家現当主である。

紋章に刻まれるモットーは、『力によって道が出来上がる(Fit Via Vi)』。
一族の邸宅は、ノーサンバーランド州カークウェルペン近郊に位置するレイ・ディメイン(Ray Demesne)。

## 現当主の保有爵位/準男爵位
現当主である第3代デヴォンポート子爵テレンス・キアリーは、以下の爵位を有する。
- 第3代バッキンガム州ウィッティントンのデヴォンポート子爵(3rd Viscount Devonport, of Wittington in the County of Buckingham)
(1917年6月22日の勅許状による連合王国貴族爵位)
- 第3代バッキンガム州ウィッティントンのデヴォンポート男爵(3rd Baron Devonport, of Wittington in the County of Buckingham)
(1910年7月15日の勅許状による連合王国貴族爵位)
- 第3代(バッキンガム州ウィッティントンの)準男爵(3rd Baronet, of Wittington, in the County of Buckingham)
(1908年7月22日の勅許状による連合王国準男爵位)

## デヴォンポート子爵（1917年）
- 初代デヴォンポート子爵ハドソン・ユーバンク・キアリー（英語版） (1856–1934)
- 第2代デヴォンポート子爵ジェラルド・チェスター・キアリー (1890–1973)
- 第3代デヴォンポート子爵テレンス・キアリー（英語版）(1944- )

推定相続人は、現当主の従兄弟（初代子爵の次男の子）にあたるチェスター・ダグリー・ヒュー・キアリー(1932-)。
推定相続人の法定推定相続人は、その息子であるデイヴィッド・ハドソン・キアリー(1982-)。